# 耶律寅底石
耶律寅底石（？—926年），字阿辛，为契丹（遼朝）皇族，太祖耶律阿保機四弟。
耶律撒剌的第四子。太祖五年（911年），与兄耶律剌葛、耶律迭剌、弟耶律安端计划对阿保機造反。安端之妻粘睦姑密发，阿保機不忍处死弟弟，兄弟登山誓天地。
六年（912年），耶律寅底石与剌葛、迭剌、安端再反阿保機。七年（913年）正月，与弟阻挡阿保機西山归路。阿保機避赤水城。寅底石向阿保機謝罪。其兄剌葛逃往楡河。寅底石自殺未遂，被捕。神冊三年（918年），迭剌谋反事败，阿保機命自己素来厌恶的寅底石之妻涅里袞自縊而死，才饶恕迭剌。
天显元年（926年），契丹攻打渤海国，攻陷扶余城，阿保機命他和耶律覿烈守備。阿保機去世，遺詔命寅底石守太師、政事令，辅佐東丹王耶律突欲。述律皇后派遣司徒耶律画沙在道中殺害了他。重熙二十一年（1052年），追封許国王。

## 子女
- 耶律劉哥
- 耶律盆都
- 耶律化葛里
- 耶律奚蹇

- - 孙 耶律阿烈

## 传記資料
- 《遼史》卷1 本紀第1
- 《遼史》卷64 表第2 皇子表